# Danijel Miškić
Danijel Miškić (sinh 11 tháng 10 năm 1993) là một tiền vệ bóng đá Croatia hiện đang thi đấu cho FC Orenburg.

## Sự nghiệp

### Câu lạc bộ
Miškić khởi đầu ở học viện Croatia Sesvete trước khi chuyển đến học viện Dinamo Zagreb và trải qua 6 mùa giải ở đây. Là một cầu thủ quốc gia, sau đó anh được chuyển đến câu lạc bộ Druga HNL Radnik Sesvete theo dạng cho mượn năm 2011, ở đó trong 2 mùa giải. Chuyển đến Lokomotiva mùa hè 2013, anh ra mắt Prva HNL ngày 22 tháng 7 năm 2013, vào sân từ phút thứ 70 trong chiến thắng 2–1 sân khách trước Osijek cho Filip Mrzljak. Tuy nhiên đó là lần duy nhất ra sân của anh cho đội, và anh chuyển đi vào mùa đông sau đó đến Celje ở Slovenian PrvaLiga. Ngày 25 tháng 7 năm 2016, anh gia nhập Olimpija Ljubljana và ký hợp đồng 3 năm.
Ngày 7 tháng 8 năm 2018, Olimpija thông báo chuyển nhượng Miškić tới câu lạc bộ Russian Premier League FC Orenburg. Anh xuất hiện lần đầu tại Premier League vào ngày 12 tháng 8 năm 2018 trong trận đấu gặp Lokomotiv Moscow khi vào sân thay thế Nikita Malyarov ở phút 59.

### Đội tuyển quốc gia
Miškić từng thi đấu cho các tuyển trẻ của Croatia. Anh là thành phần của U–20 Croatia thi đấu tại FIFA U-20 World Cup 2013. Tại giải đấu này, anh được ra sân trong hai trận đấu gặp New Zealand ở vòng bảng và trận thua Chile 0–2 ở vòng 1/8.